# 八戸市女子中学生刺殺事件
八戸市女子中学生刺殺事件（はちのへしじょしちゅうがくせいしさつじけん）は、1993年（平成5年）10月27日夕方に青森県八戸市城下四丁目の住宅で発生した殺人事件。中学2年の女子生徒（当時14歳）が何者かによって自宅で刺殺された。
未解決のまま、事件発生から15年後の2008年（平成20年）10月27日に殺人罪の公訴時効が成立した。

## 概要
1993年10月27日18時過ぎ、八戸市城下四丁目の住宅で中学2年生の女子生徒（当時14歳）が首から血を流して死んでいるのを、帰宅した母親（同46歳）が発見した。玄関のガラス戸が割れ、外側に向かって破片が飛び散っていた。室内に物色された形跡はなかったが、玄関、居間、風呂場の脱衣所の3か所の窓が施錠されていなかった。
犯行は住宅密集地の細い路地を入った被害者の自宅で、短時間のうちに行われた。そのため、当初は「犯人はすぐ逮捕される」と思われていた。青森県警は12万人の捜査員を投入し、重要参考人を含む約600人から事情聴取したが、手がかりは得られず、事件発生から15年後の2008年10月27日午前0時、殺人罪の公訴時効（15年）が成立した。
2008年11月17日、青森地検八戸支部は時効成立により被疑者不詳で不起訴処分とした。

### 当日の経過
7時25分
被害者が、登校のため家を出る。
7時30分
次男、登校のため家を出る。
母親も家を出る。施錠し、乗用車で出勤。
14時25分
授業が終了し、清掃時間となる。
15時30分~17時30分
部活（陸上競技）で河原を走る。
17時40分~45分
3人で下校する。
「今日は早く帰らなきゃ」という理由で、よく立ち寄る食料品店には寄らず。
17時53分
東日本旅客鉄道（JR東日本）八戸線の本八戸駅前で友達と別れ、一人で自宅へ向かう。
17時58分
被害者宅の明かりが点いていないのを、通行人が確認。
18時00分ごろ
被害者が帰宅。
18時15分~20分
近所の16人が、被害者宅の玄関のガラスが割れる音を聞く。
1人は外に出て確認したが、誰もいなかった。
「助けて」の声も聞いた者もいた。
18時25分ごろ
母親が帰宅。玄関に鍵は掛かっていなかった。
被害者が6畳間で倒れているのを発見。
18時25分
近所の人が助けを求められ、110番通報。
18時27分
119番受理。
18時38分以降
救急隊員が死亡確認。

### 被害者と室内の様子
- 発見時は仰向けの状態で、口には粘着テープが貼られ、両手は後ろ手に粘着テープで縛られていた[8]。
- 上半身は、学校指定のジャージにパーカーを羽織っていたが、下半身は裸で座布団が掛けられていた。しかし、乱暴された跡はなかった。
- トレーナーのズボンと下着は、頭の右横の方に落ちていた。
- 自宅で使われていた包丁が右足の横に落ちていたが、血も指紋もついていなかった（凶器としては使われていない）。
- 左首、右脹脛、左膝など数カ所に傷があった。致命傷は心臓を貫通する刺し傷（英語版）であり、死因は失血死だった[3]。
- 玄関のガラス戸が割れ、外側に向かって破片が飛び散っていた[4]。被害者の左膝には傷があった（「逃げようとしてガラス戸を割った時にできた」と思われている）。
- 廊下から玄関には、痕跡が残っていた[4]。「玄関まで逃げ、膝でガラス戸を割ったあと犯人に捕まり、部屋まで引きずり戻された」と思われている[4]。
- 殺害場所（寝室）以外で血痕があったのは、玄関付近の廊下1か所だけである。「玄関から引きずり戻す時に、心臓を刺した」と思われている。
- 室内に物色された形跡はなかったが、玄関、居間、風呂場の脱衣所の3か所の窓が施錠されていなかった。

### 極めて短時間での殺害
- 事件当日、被害者は18時ごろに帰宅。母親は18時25分ごろに帰宅している。従って、犯行は25分ほどの間に行われている[4]。
- 被害者の膝の傷が、「玄関のガラスを割った時に付いたもの」だとすると、18時15 - 20分ごろにガラスが割れる音を近隣の人たちが聞いていることから、母親が帰宅するまでの3分間から8分間に殺された可能性がある。
- ガラスが割れる音と共に「助けて」の声もあった、と報道されていることから、口に粘着テープを張られたのはその後と考えられている。

## 遺留品、目撃証言など

### 犯人の遺留品
いずれも、遺体が見つかった部屋（寝室）の隣の部屋のコタツの上にあった。
タバコの吸殻2本。
タバコのナンバーから、日本たばこ産業盛岡工場で製造されたパックのマイルドセブンライトとみられる。
被害者の家族で、タバコを吸う者はいない。
缶コーヒーの缶。
灰皿代わりに使われていた。吸殻と同じく、犯人の遺留品と見られている。
指紋は検出されなかった。
布製粘着テープ。
被害者の口に貼られていたものと同じ。日東電工社製の布製の粘着テープと見られている。
750ナンバーの段ボール色で、幅のサイズは5cm。
現場付近では本八戸駅前のスーパーだけで売られていた。紙製より値段が高い。「一日に一本売れるかどうか」という商品で、買う人は少ないという。

### 不審者、不審な車
不審者
「犯行直後に現場付近から走り去った、中年の男性」が住民に目撃されている。
不審な車
事件直後の18時30分ごろ、被害者宅の斜め後ろ（現場の西側に当たる）にある駐車場から、走り去った軽自動車が目撃されている。
車種は三菱製「ミニカトッポ」（1990年-1993年型）で、色は黄色。
車の後部のガラスの内側にはビニール製の赤い唇の飾りがあり、後部側面の白い網のアクセサリーがあった。
この車は、同年8月ごろから無断で駐車していた。
運転していたのは、薄手の白いシャツを着た男で、ネクタイはしていなかった。
事件後この車は見られなくなり、所有者は分かっていない。
同型車で、「県内と岩手県北で登録されたもの」と、「県内を走っていた他県ナンバーの同型車」は約1,900台。青森県警は、そのうち約680台（黄色の車両）を捜査した。

## 家族構成など
- 被害者は長女で、両親と2人の兄がおり、5人家族[2]。
- 父親（当時47歳）は単身赴任のような感じであり、地方の仕事で家を空けることが多かった。事件当日も不在だった[2]。
- 長男（当時21歳）も仕事で他県に出ていた。
- 当時同居していたのは母親、高校生の次男（当時16歳）、被害者本人の3人だったが、事件発生時は母親と次男は家にいなかった[2]。
- 家の鍵は、母親と次男、被害者の3人がそれぞれ持っていた。
- 家は平屋建て[4]。裏には広い駐車場があった。
- 現場の遺留品であるタバコから唾液が検出できれば、DNAも検出できた可能性があるが、青森県警は1995年度までDNA型鑑定を導入していなかった[8]。これは、47都道府県の警察で、最も遅い部類である[8]。

## 報道された捜査内容

### 「毎週水曜のバレエ」と、待ち合わせの可能性
- 被害者は毎週水曜日にバレエを習っていた[5]。事件があった10月27日も母親に車で送ってもらうはずだった。
- レッスンは19時からで、いつもは18時50分頃に家を出ていたという。母親は、普段は19時30分頃に仕事から帰るが、水曜日は一緒にバレエに行くため、18時30分前後に帰宅していた。
- このため、被害者も18時30分までに帰宅すればよいことになるが、「今日は18時までに帰宅し、18時20分ごろまでは家にいなければならない」と友人に話していたことが分かっている。友人が理由を聞いても、バレエのレッスンのことも言わず、理由を濁していたという。
- 「被害者が1人だけになる時間帯」に「家族と会う確率も高く、居合わせても疑われない人物」と会う約束をしていた可能性に、警察も着目していた。
- 被害者は、この日に届いていた「発表会用の衣装」を見ることはできなかった[8]。

### 包丁を持ち出したのは、どちらか?
- 被害者の右足元近くには、台所にあるはずの小型の出刃包丁が落ちていた。血痕が全く付着しておらず、凶器としては使われていない。
- 犯人は、凶器をあらかじめ準備していたと見られている[3]。「誰が、どのタイミングで、何の目的でこの包丁を台所から持ち出した」のか、警察も着目していた。
- 被害者は、帰宅した後、部屋にかばんを置き、六畳居間の室内灯をつけ、コタツのスイッチも入れたと見られている。
- 「帰ってすぐ犯人に襲われた」とすると、被害者が包丁を台所から持ち出すことはほとんど無理と考えられる。台所にもみ合った跡などもないので、「犯人を振り切って台所に行き、包丁を取り出した」とも考えられない。逃げるのならば、玄関がすぐ近くにあるので、外へ逃げることも可能だったと思われる。
- また、「犯人が台所から包丁を持ち出しておいて、刺す時だけあらかじめ準備していた凶器に取り替えた」とも考えにくい。
- 台所に血痕がない点から、「負傷する前に、被害者が威嚇・防衛などの目的で持ち出した」可能性もあると、警察は見ている。
- つまり、「警戒感を抱かない顔見知り」か「その他の訪問者」を玄関で迎えた後に身の危険を感じ、持ち出したが奪われ、放置された、という可能性もある。これは「被害者と犯人が、顔見知りかどうか」を判断する、重要なポイントになっている。

### 顔見知りの犯行?
- 遺体には、膝、脹脛、首に切り傷があったが、心臓を貫通する刺し傷が致命傷になった[3]。
- 「犯行後に逃走すれば、事件との関連がわからなくなる人物」（他人）か、「顔を目撃されても、自分の立場が危うくならない人物」（顔見知り）が「明確な殺意を示す部位である、心臓を狙う可能性は低い」ことから、「被害者の証言で自分の犯行が明らかになってしまうことを恐れたため、口封じとして徹底的に攻撃を加えた可能性もある」と、警察は見ている。
- このことから、「被害者と犯人とは顔見知りである可能性」も視野に入れ、捜査していた[4]。

## 関連書籍
- 桐島卓・塩見拓也・田宮栄一『未解決殺人事件ファイル―捜査ケイゾク中』（廣済堂出版）